# Johann Dietrich von Gemmingen (1716–1778)
Johann Dietrich von Gemmingen (* 12. Januar 1716; † 1778) war Hofmarschall bei den Fürsten von Taxis, den Bischöfen von Speyer und den Markgrafen von Baden-Durlach sowie Ritterhauptmann im Ritterkanton Neckar-Schwarzwald.

## Leben
Er war ein Sohn des Johann Friedrich Karl von Gemmingen (1679–1739) und der Maria Francisca von Riedheim († 1759) aus der Linie Steinegg der Freiherren von Gemmingen. Er studierte von 1727 bis 1733 an der Universität in Dillingen an der Donau und danach bis 1735 in Innsbruck. Anschließend trat er in die Dienste der Fürsten von Taxis, wo er bis zum Hofmarschall aufstieg. Nach der Krönung von Karl VII. verließ er die Fürsten von Taxis und vermählte sich 1743 mit Maria von Ow. 1744 wurde er Hofmarschall in speyerischen Diensten, 1752 wechselte er als Hofmarschall und Geheimrat in badische Dienste. 
Nach dem kinderlosen Tod von Karl Dietrich Anton von Gemmingen (1694–1745) fiel ihm der Besitz in Steinegg zu. Er unterstützte den Neuhausener Pfarrer Johann Georg Martin Rösner bei der Reform des örtlichen Schulwesens, stiftete 1000 Gulden für die Errichtung einer eigenen Pfarrstelle in Schellbronn und förderte dort den 1752 begonnenen Kirchenneubau. 1761 empfing er den kaiserlichen Notar Josef Kuen im Tafelzimmer zu Steinegg, wo Kuen eine Urkunde über einen alten Stein aus der Kapelle in Schellbronn ausstellte, der 1752 beim Neubau der Kirche in Schellbronn mit gemmingenschem Wappen und der Datierung 1134 wieder vermauert worden war. 
1762 wurde Johann Dietrich von Gemmingen Ritterhauptmann des Ritterkantons Neckar-Schwarzwald. Er war darüber hinaus Ritter des badischen Ordens der Treue.
Johann Dietrich holte außerdem den entfernt verwandten Maria Joseph Heinrich Dionysius von Gemmingen (1714–1796) zu sich nach Steinegg. Dionys' Vermögen war von einem Vormund veruntreut worden, später war Dionys wegen einer Tätlichkeit in Pforzheim in Arrest und versuchte sich danach wohl erfolglos auf dem Neuhausener Pfarrgut seinen Lebensunterhalt zu erwirtschaften. Dionys wurde bis zu seinem Tod 1796 auf Steinegg verpflegt und seine Nachkommen kamen später in den Besitz der Burg, nachdem Johann Dietrichs Sohn Franz ohne männliche Nachkommen starb.

## Familie
Johann Dietrich von Gemmingen war verheiratet mit Maria von Ow († 1775). 
Nachkommen:
- Wilhelmine Friederike Helena Walburga (* 1744) ⚭ Johann Fidel Anton Thurn und Valsassina (1725–1791), Oberhofmarschall[1]
- Franz Christoph Dietrich Joseph Anton Nikolaus (1746–1797) ⚭ Marianne Roth von Schreckenstein († 1797)